# Franz Böhm (Jurist)
Franz Alexander Böhm (* 25. Dezember 1861 in Mannheim; † 30. Juni 1915 in Karlsruhe) war ein deutscher Verwaltungsjurist und von 1911 bis 1915 Großherzoglich Badischer Minister des Kultus und Unterrichts.

## Leben
Franz Böhm wurde als Sohn des Kaufmanns, Stadtrats und Vizepräsidenten der Mannheimer Handelskammer Josef Anton Böhm (1825–1897) und seiner Frau Julie (geb. Klee) in großbürgerlichen Verhältnissen geboren. Er erhielt bis 1871 zu Hause Privatunterricht und besuchte bis zum Abitur 1880 das Großherzogliche Gymnasium im Karlsruhe. Anschließend war er Einjährig-Freiwilliger beim Grenadierregiment 110, bevor er von 1881 bis 1884 das Studium der Rechtswissenschaft  an der Ruprecht-Karls-Universität Heidelberg und 1882/83 an der Friedrich-Wilhelms-Universität in Berlin absolvierte. 1885 wurde er in Heidelberg zum Dr. jur. promoviert.
Anschließend trat er in den badischen Staatsdienst ein und war von 1885 bis 1888 Rechtspraktikant in Mannheim, Mosbach und Karlsruhe. 1888 absolvierte er das Zweite juristisches Staatsexamen, wurde Gerichtsreferendar und war von 1888 bis 1889 Amtsanwalt in Karlsruhe.
1889 trat er in das badische Justizministerium als Sekretär ein, war ab 1891 Amtsrichter in Mannheim, bevor er 1892 Staatsanwalt in Mosbach und 1894 Amtschef in Konstanz wurde. 1895 wurde er Landgerichtsrat, 1897 in Karlsruhe. 1899 wechselte er als Ministerialrat in das badische Justiz-, Kultus und Unterrichtsministerium, wurde 1905 zum Geheimen Oberregierungsrat und 1910 zum Ministerialdirektor berufen. Im Ministerium war er als Referent für Hochschule, Kunst und Wissenschaft (ab 1899), dann für höhere Lehranstalten und Volksschulen (ab 1909) zuständig und war zugleich Vertreter des Staatsinteresses beim Staatsgerichtshof des Großherzogtums. Böhm war Ministerialkommissar bei dem Großherzoglichen Oberrat der Israeliten Badens. In seiner Amtszeit wertete er die durch die Universität Heidelberg benachteiligte Freiburger Universität vor allem durch herausragende Berufungen auf.
Ab 1. Juni 1911 bis 1915 war Böhm Großherzoglich Badischer Minister des Kultus und Unterrichts. Er war damit erster badischer Kultusminister nach der Trennung vom Justizressort.

## Privates
1894 heiratete Böhm in Karlsruhe Emma Charlotte Maria Luise (geb. Fieser, 1869–1950), die Tochter des Karlsruher Landgerichtsdirektors und nationalliberalen Parteiführers Emil Fieser. Franz Böhm war der Bruder des Mathematikers Karl Boehm und Vater des Wirtschaftswissenschaftlers Franz Böhm (jr.).

## Ehrungen
Böhm erhielt zahlreiche Auszeichnungen, unter anderem die Badische Friedrich-Luisen-Medaille (1907) und den Preußischen Kronenorden II. (1909) und I. Klasse (1914). Zwischen 1905 und 1913 wurde ihm von fünf Universitäten die Ehrendoktorwürde verliehen.